# George Churchill
George Churchill (20 febbraio 1654 – Windsor, 8 maggio 1710) è stato un nobile, politico e ammiraglio inglese.

## Biografia
Nacque nel 1654, figlio di Sir Winston Churchill e fratello minore di John Churchill, I duca di Marlborough.
Prestò servizio come tenente a bordo dell'HMS Delft (una nave catturata agli olandesi) dal 10 aprile 1666 al 19 giugno 1666, durante la Seconda guerra anglo-olandese del 1665-67. Durante la Terza guerra anglo-olandese del 1672-74, prestò servizio come tenente a bordo della HMS York e poi dal 28 agosto 1672 al 10 dicembre 1673 a bordo della HMS Fairfax e dal 26 marzo 1674 a bordo della HMS "Newcastle".
Dopo la fine della guerra divenne tenente a bordo della HMS Swan (anch'essa catturata agli olandesi) dal 2 aprile 1675 al 2 maggio 1677, e il 10 aprile 1678 fu nominato comandante della HMS Dartmouth, riprendendo il suo posto il 14 maggio, fino a 6 settembre 1680. L'11 settembre 1680 prese il comando della HMS Falcon, con cui navigò, alla testa di un convoglio, fino alle Canarie; rimase con questa nave fino al 25 aprile 1684. Il 26 settembre 1688 fu nominato comandante della HMS Newcastle.
È difficile credere che queste nomine abbiano comportato un servizio attivo. Se Churchill avesse davvero servito, o desiderato servire in mare, grazie all'influenza a corte di suo fratello la sua promozione sarebbe stata molto più rapida. Al seguito del fratello John, fu uno dei primi ufficiali della flotta a offrire i suoi servigi al principe d'Orange, e poco dopo divenne il capitano della HMS Windsor Castle, che comandò nella battaglia di Beachy Head. Con maggiore distinzione, comandò l'HMS St. Andrew nella Battaglia di Barfleur-La Hogue.
Nel 1693 Churchill si ritirò dal servizio. Il suo ritiro fu comunemente attribuito alla gelosia per la promozione del capitano Matthew Aylmer, ma sembra essere stato piuttosto l'effetto dell'antipatia del re nei confronti della famiglia Churchill e della cattiva volontà nei confronti di Edward Russell, I conte di Orford, allora Primo Lord dell'Ammiragliato, che Churchill accusava di aver influenzato la decisione del Re. Nel 1699, quando Russell si ritirò dall'Ammiragliato, e Marlborough si era riappacificato con il Re, Churchill fu nominato ad un seggio all'Ammiragliato, che mantenne fino al gennaio 1701-2, quando il Conte di Pembroke divenne Lord High Admiral.
Dopo l'ascesa di Anna e la nomina del Principe consorte Giorgio di Danimarca come Lord High Admiral, Churchill fu nominato membro del Lord High Admirals Council (23 maggio 1702). Il suo interesse bastò a renderlo capo, e il suo primo passo fu quello di promuoversi al punto di essere Admiral of the Blue, ponendosi così al di sopra del suo rivale Aylmer, che era allora Vice-Admiral of the Red. Allo stesso tempo, per dare alla promozione un'aria di legittimità, nonché, forse, per garantire la paga del grado, issò la sua bandiera per alcuni giorni a Portsmouth, a bordo della HMS Triumph. Questo e una sfilata simile l'anno successivo furono il suo intero servizio come ufficiale di bandiera; ma la stella della casa di Churchill era in quel momento in ascesa, e per i successivi sei anni Churchill governò la marina, mentre suo fratello, il Duca di Marlborough, governava l'esercito. I reclami della cattiva gestione della marina erano rumorosi e frequenti. Il commercio, si presumeva, era protetto in modo inefficiente; anche i convogli erano insicuri. L'attività dei corsari francesi era nota; e l'Ammiragliato inglese, con una forza a sua disposizione incommensurabilmente superiore a quella della Francia, era quasi sempre inferiore al momento degli attacchi. Le gesta di Duguay-Trouin o Forbin nel Canale portarono le inefficienze della Royal Navy all'attenzione dell'opinione pubblica e permisero a Lord Haversham di dire alla Camera dei Lord, rivolto a Churchill:
Così anche il tentativo di invasione da parte del Pretendente nel 1708 avrebbe potuto essere facilmente prevenuto, fu detto, se le navi di Byng fossero state in efficienza. Questi numerosi fallimenti portarono tutti discredito sull'amministrazione navale del Principe, la cui vera mente era in realtà Churchill, e si aggiunsero alle molte voci malevole che si stavano accumulando contro il duca di Marlborough. Churchill, in effetti, sembra essere stato ignorante, incapace e prepotente e si rese odioso da quasi tutti quelli che venivano in contatto con lui. Inoltre, la cognata Sarah, duchessa di Marlborough, sottintendeva con la regina Anna che Churchill, il "favorito" del principe consorte Giorgio, esercitasse un'influenza indebita a causa della relazione omosessuale esistente tra i due uomini.
Accumulò una grande fortuna, grazie alle prerogative del suo ufficio. Alla morte del principe Giorgio, nell'ottobre del 1708, si ritirò dall'Ammiragliato e visse per lo più in una villa a Windsor Park, dove si occupò di una magnifica voliera, che alla sua morte, l'8 maggio 1710, lasciò in eredità al Duca di Ormonde e al conte di Torrington. Non si sposò mai, e la maggior parte della sua grande fortuna fu ereditata da un figlio naturale. Fu deputato Tory per Saint Albans nel 1685-7 e nel 1689-1708, e al momento della sua morte era membro per Portsmouth.